# Laura Tesoro

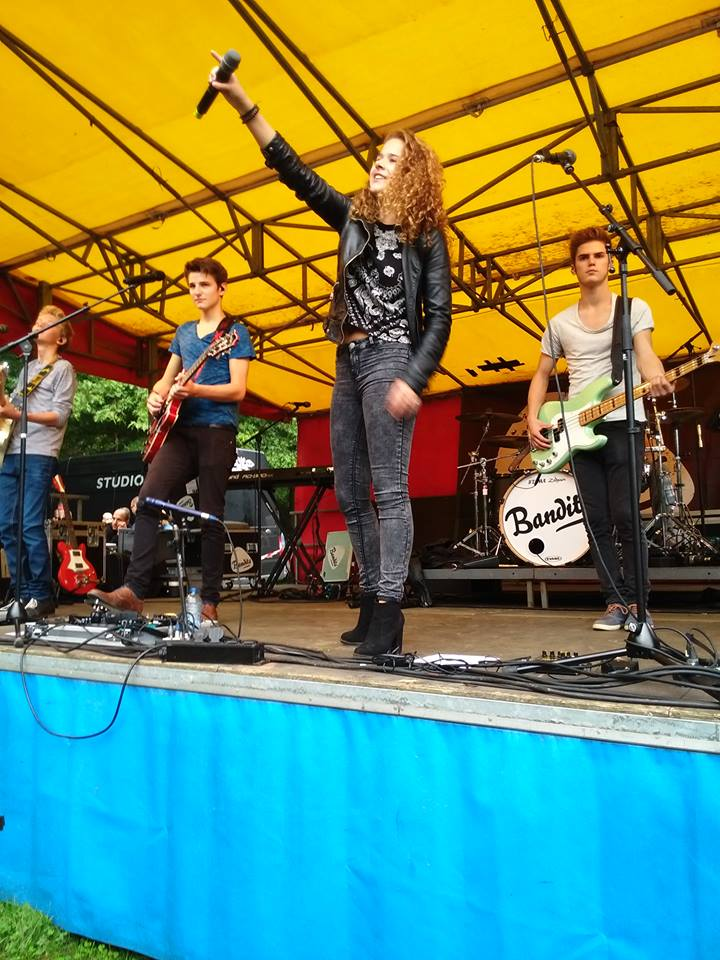
Laura Tesoro avec le boysband flamand Bandits.

Laura Tesoro est une chanteuse et actrice belge née le 19 août 1996 à Anvers. Elle a représenté la Belgique au 61e Concours Eurovision de la chanson en 2016, avec la chanson What's the Pressure. Elle est aussi connue pour son rôle de Charlotte Kennis dans le feuilleton télévisé flamand Familie, et sa participation à la troisième édition de The Voice van Vlaanderen. En 2016, elle a doublé le personnage éponyme du film Vaiana dans la version flamande.

## Biographie

### Débuts
En 2008, elle fait ses débuts dans la série policière flamande Witse, en tant qu'Evy Cuypers, dans l'épisode Innige band. Fin 2009, elle participe à la troisième édition de Ketnetpop et participe également à plusieurs comédies musicales telles que Annie (2008) et Domino (2012).
En 2012, elle fait son apparition dans le feuilleton télévisé flamand Familie en interprétant le rôle de Charlotte Kennis, la petite amie de Guido. Le téléspectateur la retrouve dans la 22e, 23e et 24e saison du feuilleton.
La jeune fille participe en 2014 à la troisième édition de The Voice van Vlaanderen, où elle termine en deuxième position lors de la finale. C'est dans cette même année qu'elle annonce son souhait de quitter le feuilleton Familie afin de se concentrer sur sa carrière musicale et ses futurs projets. En août 2014, elle sort son premier single Outta Here.
En 2015, elle sort son deuxième single Funky Love. Elle forme un duo sur scène avec Jo Hens (nl) et avec le groupe Level Six.

### Concours Eurovision de la chanson 2016

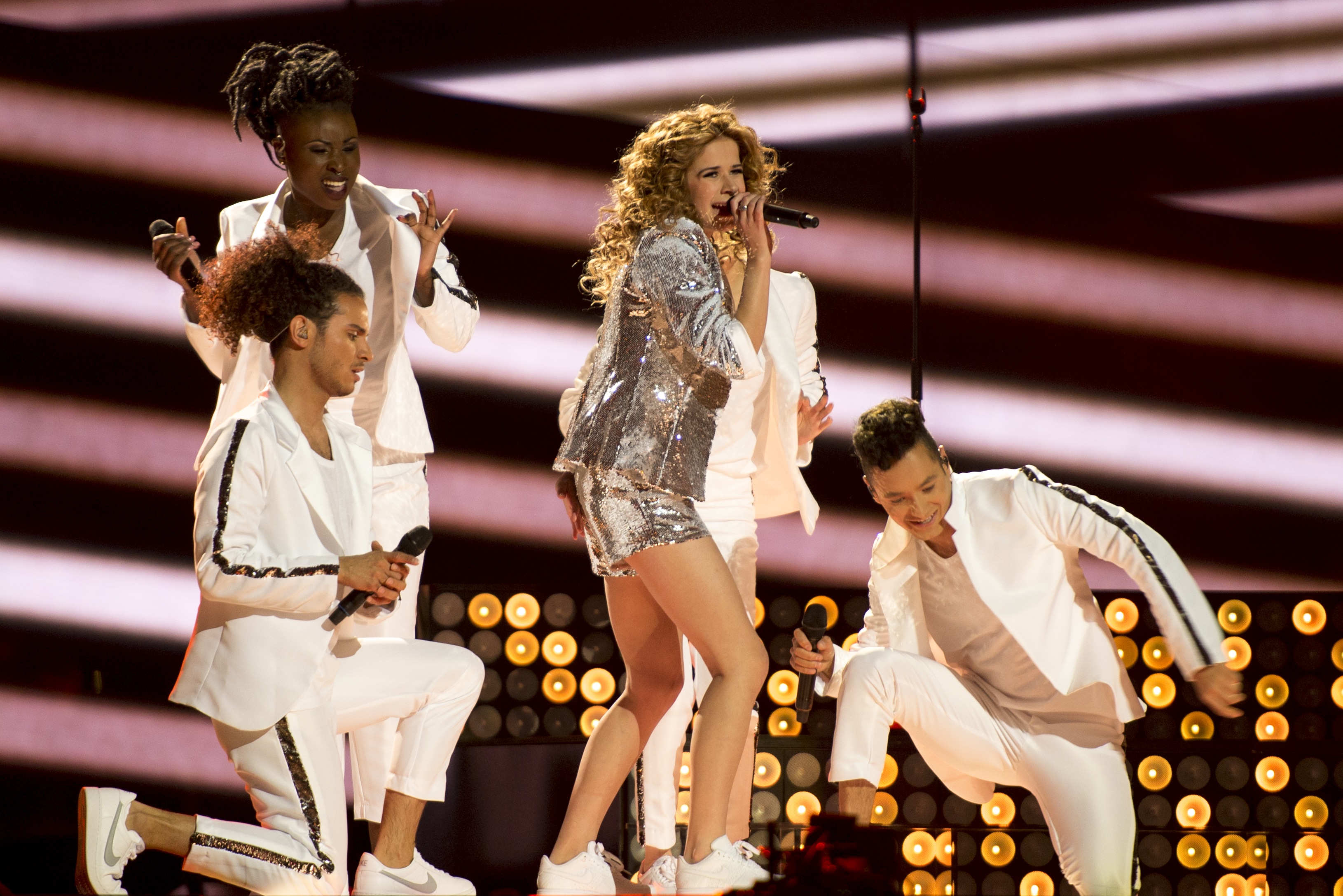
Laura Tesoro sur la scène de l'Ericsson Globe, lors des répétitions de la demi-finale du Concours Eurovision de la chanson 2016.

Le 17 janvier 2016 à l'occasion du concours Eurosong, Laura Tesoro se qualifie pour représenter la Belgique au Concours Eurovision de la chanson 2016, avec la chanson What's the Pressure. Il s'agit de la 61e édition de ce concours, qui s'est déroulée à l'Ericsson Globe de Stockholm, en Suède.
La chanson est coécrite par Selah Sue, Peter Gordeno (en) (musicien accompagnant notamment Depeche Mode en concert) et Louis Favre.
Laura Tesoro participe à la seconde demi-finale, le 12 mai 2016, et réussit à se qualifier pour la finale avec 139 points des jurys et 135 points des téléspectateurs (274 points au total), et termine la demi-finale à la 3e place du classement.
Sa chanson ouvre la finale du Concours, le 14 mai. Avec un total de 181 points, dont 130 points des jurys et 51 points des téléspectateurs, elle se hisse à la 10e position du classement final.
Depuis 2016, elle coprésente Belgium's Got Talent. Depuis 2016 également, elle est actrice de doublage avec le rôle-titre de Vaiana, la princesse Poppy dans Trolls et Rebelle dans le film Le Monde secret des Emojis
En 2017 et 2018, elle est coach de The Voice Kids. Elle apparaît dans d'autres programmes et série de la chaîne VTM. Elle sort l'album Limits chez Sony Music le 25 octobre 2019 qui atteint la troisième place des classements.

## Discographie

### Singles
| 2014 | Outta Here                                    | 23       | —        | —  | —   | —       | —  |
| 2015 | Funky Love                                    | 27 (tip) | —        | —  | —   | —       | —  |
| 2016 | What's the Pressure                           | 2        | 13 (tip) | 75 | 103 | 1 (tip) | 82 |
| 2017 | Higher                                        | 20       | —        | —  | —   | —       | —  |
| 2017 | Set Them Free (feat Piet Van den Heuvel (nl)) | 37 (tip) | —        | —  | —   | —       | —  |
| 2017 | Beast                                         | 25       | —        | —  | —   | —       | —  |
| 2018 | Mutual                                        | 18       | —        | —  | —   | —       | —  |
| 2019 | Up                                            | 34       | —        | —  | —   | —       | —  |
| 2019 | Changes (Live)                                | 36 (tip) | —        | —  | —   | —       | —  |
| 2019 | Thinking About You All The Time (Live)        | 44       | —        | —  | —   | —       | —  |
| 2019 | Limits                                        | 35       | —        | —  | —   | —       | —  |
| 2019 | Press Pause                                   | 4 (tip)  | —        | —  | —   | —       | —  |